# آیسلینگن
شهر آیسلینگن/فلیس در ایالت بادن-وورتمبرگ در کشور آلمان واقع شده است.